# Rullo compressore a vapore
Un rullo compressore a vapore è una tipologia di rullo compressore, un tipo di macchinario da costruzione pesante utilizzato per livellare superfici, come strade o aeroporti, alimentato da un motore a vapore. L'azione livellante è ottenuta attraverso una combinazione tra dimensioni e peso del veicolo e dei rulli, montati come ruote.
La maggior parte dei rulli compressori a vapore sono esteriormente simili alle locomotive stradali, poiché molte aziende specializzate nella loro produzione successivamente produssero rulli basati sui loro progetti esistenti, ed i brevetti posseduti da alcuni produttori di rulli tendevano a influenzare le disposizioni generali utilizzate da altri.

## Storia

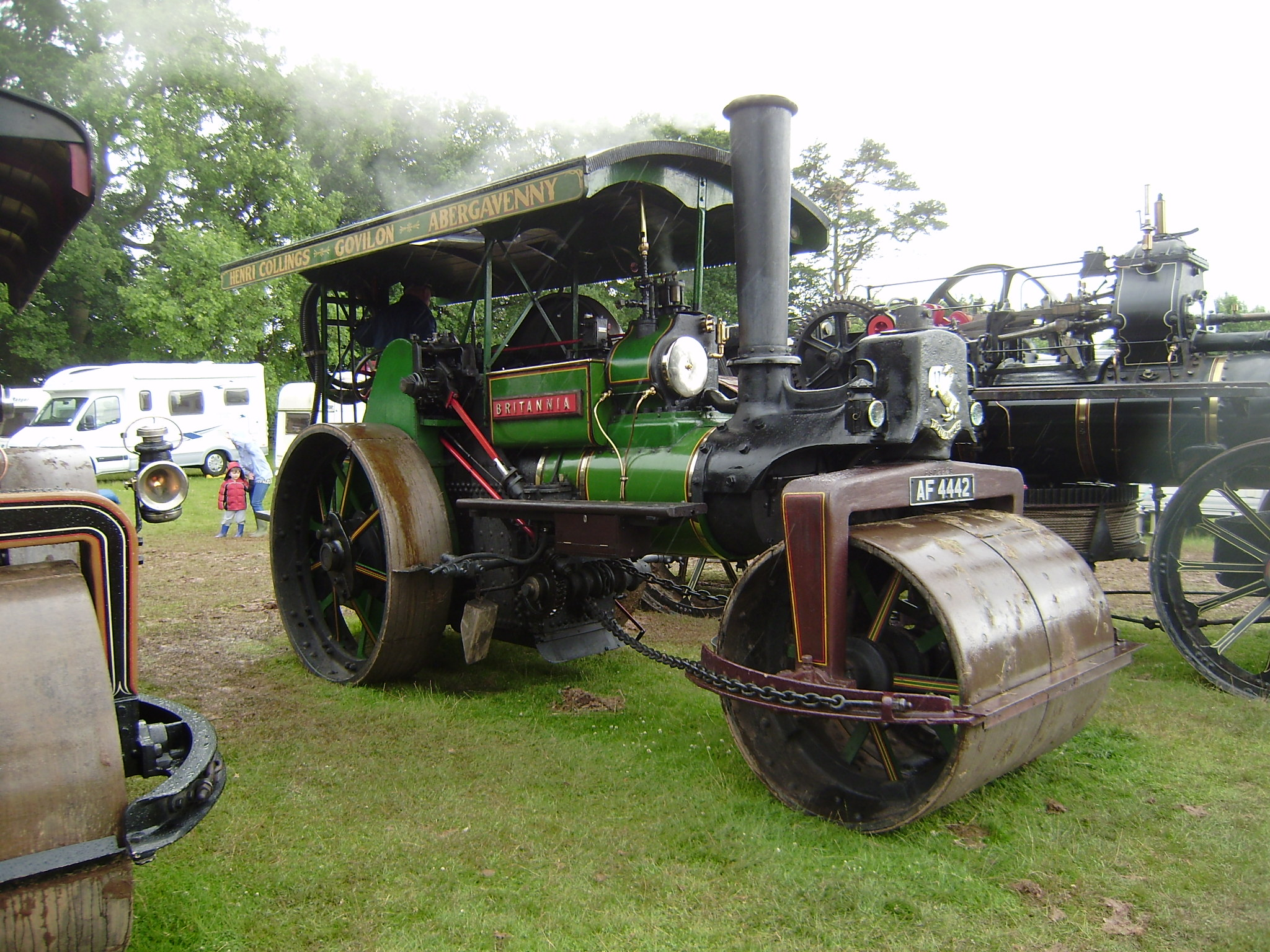
Aveling & Porter fabbricò i primi rulli compressore a vapore di successo. Nella foto il modello "Britannia".

Prima del 1850 circa, la parola rullo compressore indicava una macchina fissa per arrotolare e curvare lastre di acciaio per caldaie e navi. Uno dei primi rulli compressori in grado di muoversi fu brevettato da Louis Lemoine in Francia nel 1859 e costruito prima del febbraio 1861. In Gran Bretagna, un rullo compressore a vapore da 30 tonnellate fu progettato nel 1863 da William Clark. Non avendo raccolto l'interesse da parte della autorità deputate alla gestione del demanio stradale, la produzione venne spostata a Calcutta.
La società Aveling & Porter fu la prima a vendere con successo il prodotto e successivamente divenne il più grande produttore in Gran Bretagna. Nel 1866 produssero un prototipo di rullo con rullibmontati sulla parte posteriore di una locomotiva stradale standard da 12 cavalli nominali. Questa macchina sperimentale fu descritta dai giornali locali come "il primo rullo compressore del mondo".
Nel 1867 fu brevettato il rullo compressore a vapore e l'azienda iniziò la produzione del primo modello su scala industriale: i rulli della nuova macchina erano montati nella parte anteriore anziché posteriore e pesava oltre 30 tonnellate. Venne testato a Chatham, Rochester e ad Hyde Park, rivelandosi un enorme successo. Nel giro di un anno furono esportati esemplari in tutto il mondo, tra cui Francia, India e Stati Uniti. Un ingegnere capo della città di New York disse di uno di questi, che "in un giorno di funzionamento al costo di 10 dollari, è stato compiuto tanto lavoro quanto in due giorni di funzionamento un rullo di 7 tonnellate trainato da otto cavalli al costo di 20 dollari. I rulli più pesanti tuttavia si rivelarono difficili da maneggiare ed il peso delle macchine venne ridotto a circa 10 tonnellate.
Aveling & Porter perfezionò continuamente il proprio prodotto nei decenni successivi, introducendo rulli completamente sterzanti e motori a vapore composti al Royal Agricultural Show del 1881. Il passaggio all'asfalto per la costruzione delle strade portò alla domanda di rulli compressori che potessero invertire rapidamente la rotta in modo da poter stendere il catrame mentre era ancora caldo. Le macchine in grado di farlo furono introdotte nel primo decennio del XX secolo.
La produzione terminò intorno al 1950.

## Configurazioni

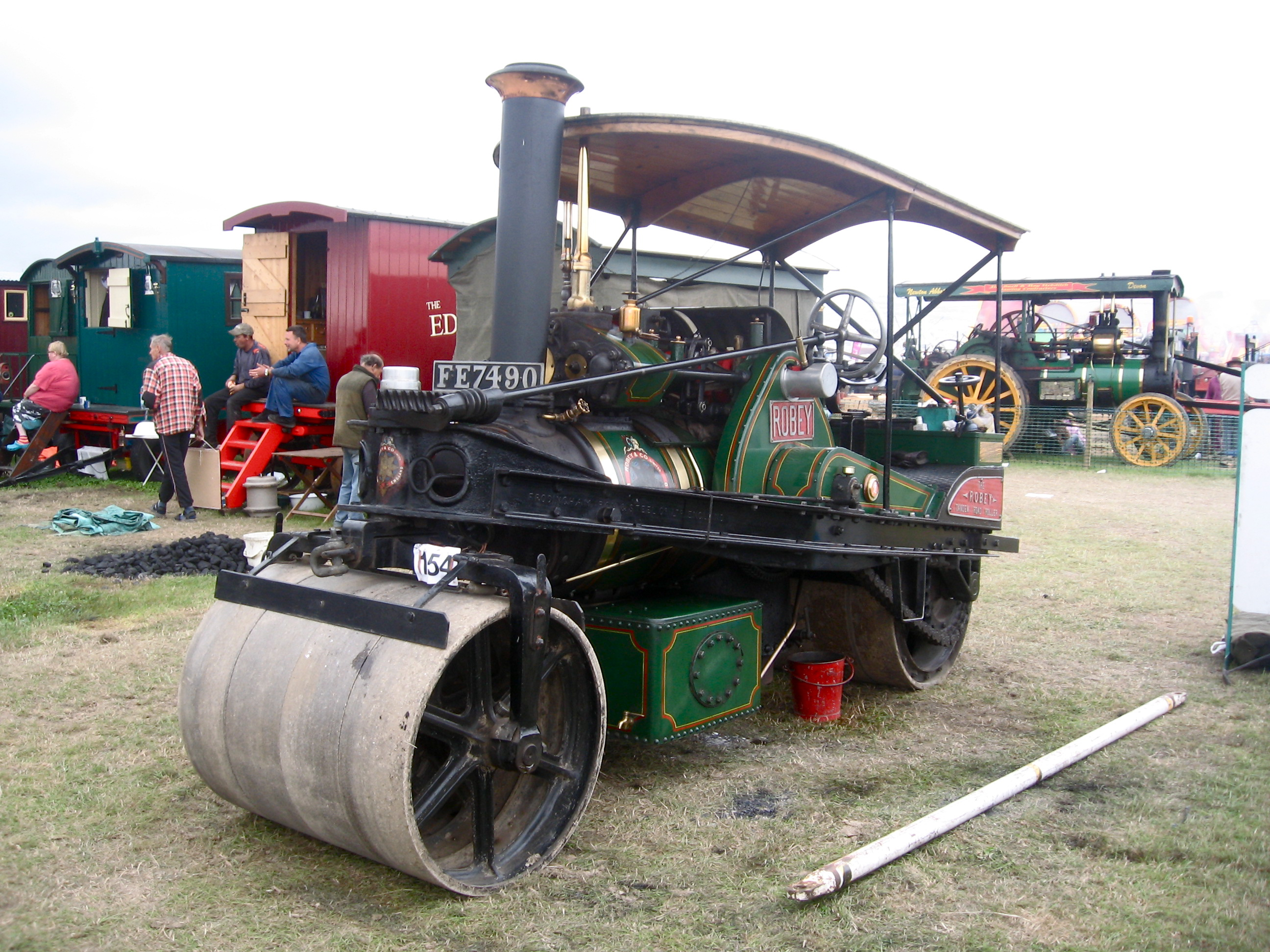
Rullo tandem Robey del 1925 n. 42693.

La maggior parte dei rulli avevano la stessa configurazione di base a tre rulli, azionati da ingranaggi, con due rulli nella parte posteriore e un singolo grande rullo nella parte anteriore (in realtà il rullo anteriore solitamente consisteva in due rulli più stretti sullo stesso asse, per facilitare la sterzata). Esisteva però anche una variante distintiva, il "tandem", che aveva due rulli larghi, uno anteriore e uno posteriore. Quelli realizzati da Robey & Co utilizzavano il motore standard del carro a vapore con una trasmissione a catena per facilitare l'inversione rapida, adatto quindi a superfici stradali moderne, dotate di asfalto. Un certo numero di rulli tandem Robey & Co. furono modificati per realizzare un'ulteriore variante, il tri-tandem, che era un tandem con un terzo rullo, montato direttamente dietro quello posteriore. LaRobey & Co. fornì le parti, ma la modifica venne realizzata dalla Goodes of Royston. Ad oggi esistono ancora dieci esemplari Robey & Co. tandem e due tri-tandem.

## Produttori
Nel corso degli anni il Regno Unito è stato un importante esportatore di rulli a vapore, di cui la ditta Aveling & Porter è probabilmente la più famosa e prolifica.
Molti altri produttori di locomotive stradali costruirono rulli a vapore, come la Marshall, la Sons & Co., la John Fowler & Co. e la Wallis & Steevens.

Negli Stati Uniti furono particolarmente prolifiche la Buffalo-Springfield Roller Company e la JI Case, che produsse una variante a rulli delle proprie macchine agricole. In Europa si ricorda la tedesca Kemna.

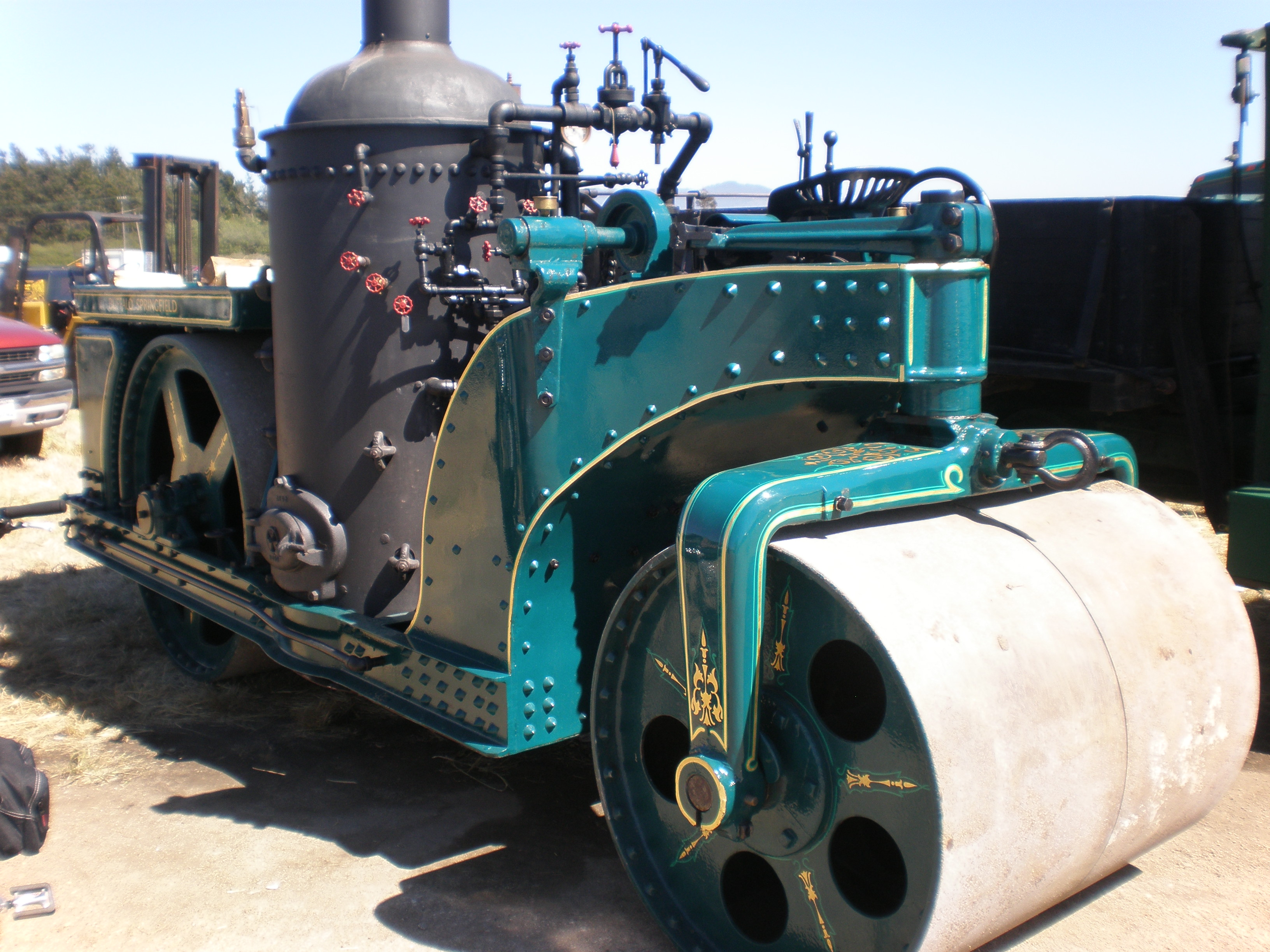
Rullo compressore a vapore Bufalo Springfield del 1924
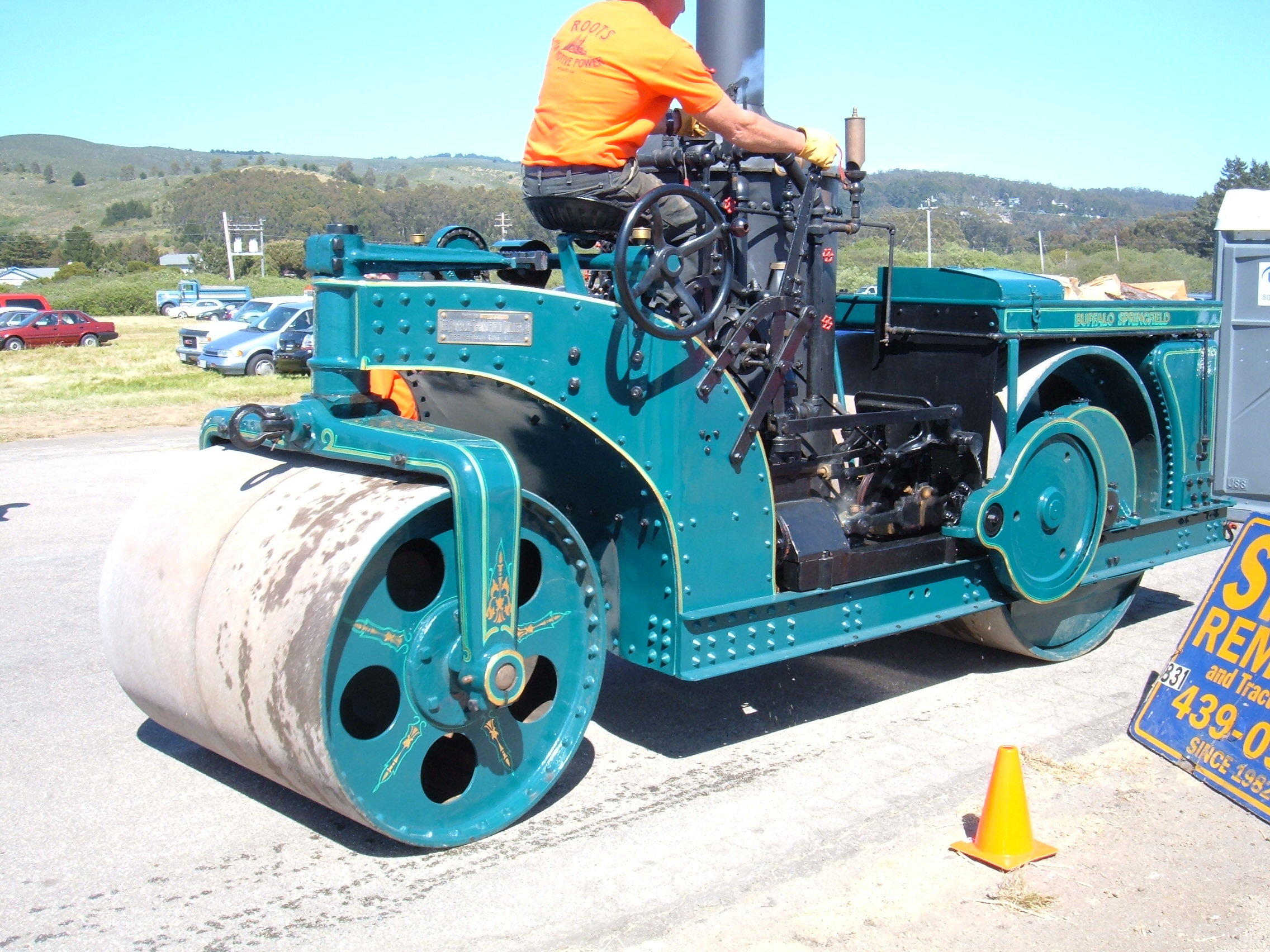
L'altro lato dello stesso rullo mostra una posizione di guida sfalsata: il conducente è rivolto verso i comandi della caldaia (ovvero all'indietro) e sterza con la mano destra
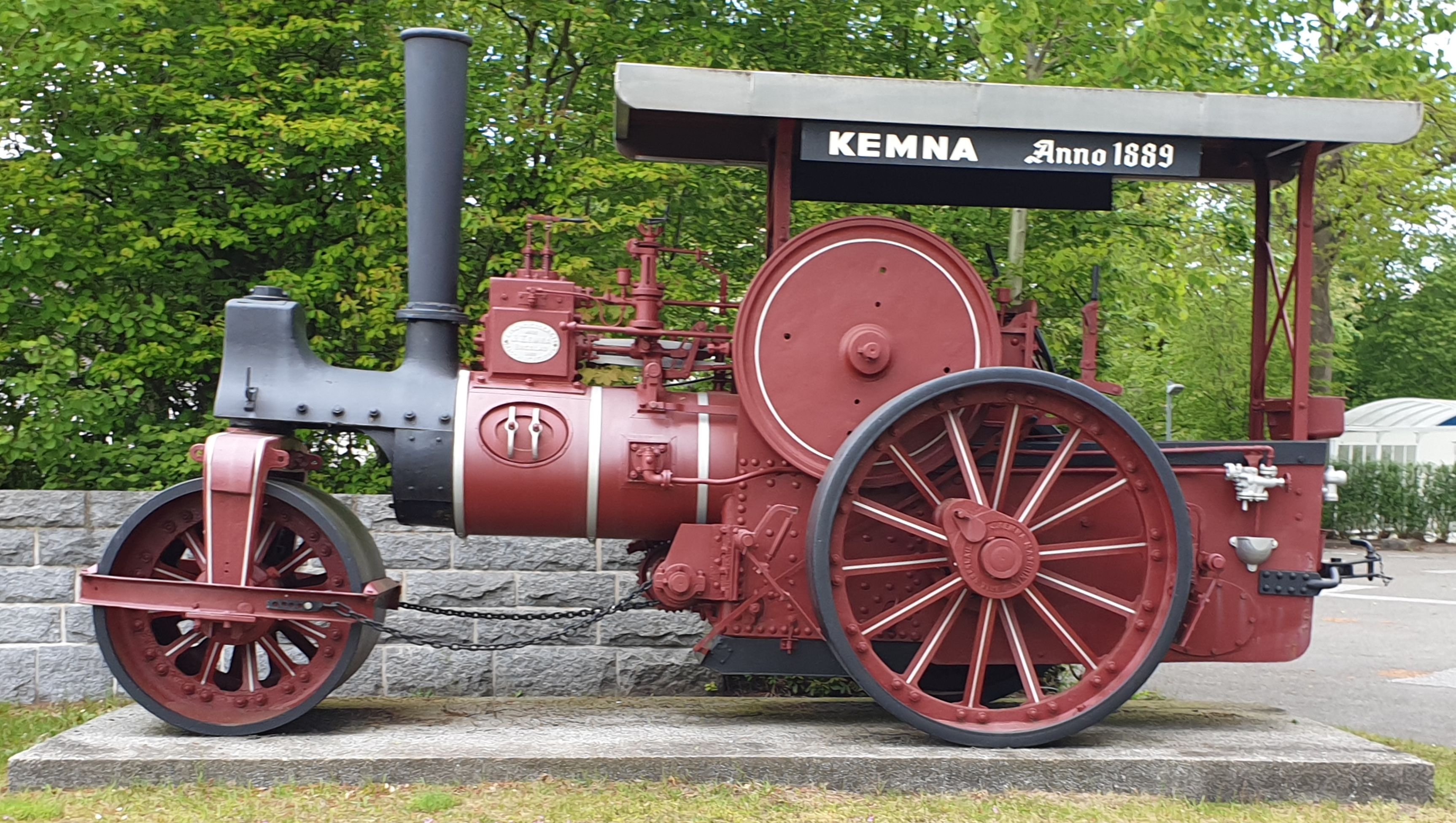
Uno dei primi rulli compressori a vapore della Kemna

## Utilizzo

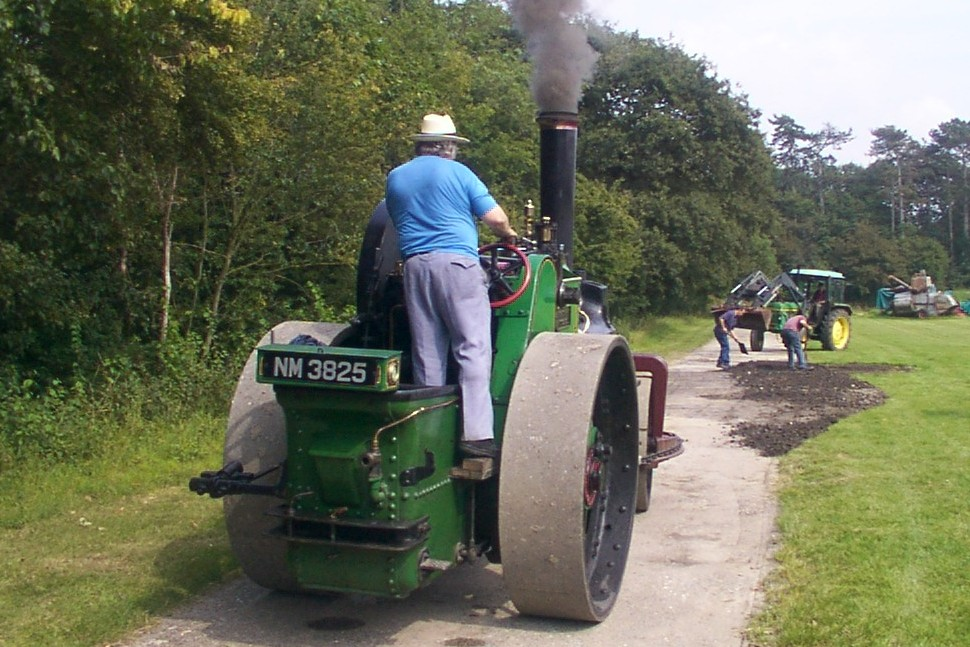
Un rullo Aveling & Porter nel 2004

Nel Regno Unito, numerose aziende possedevano molteplici esemplari di rulli compressori, utilizzati nei lavori pubblici. Molti erano ancora in uso negli anni '60 e parte dell'importante autostrada inglese M1 fu realizzata utilizzando rulli a vapore. Alcuni rulli a vapore venivano ancora utilizzati per la manutenzione stradale all'inizio degli anni '70, e questo potrebbe in qualche modo spiegare perché i rulli diesel sono ancora oggi conosciuti colloquialmente come rulli a vapore.

### Preservazione
Molti rulli a vapore sono conservati funzionanti e possono essere visti in funzione durante speciali festival, dove vengono mostrati anche modelli in scala operativi. In alcune fiere e raduni nel Regno Unito vengono svolte dimostrazioni di costruzione di strade utilizzando queste antiche macchine.
Un certo numero di esemplari ha concluso il proprio ciclo operativo nei parchi divertimento,come attrazione per i bambini.

## Cultura popolare
Due famose band americane prendono il nome dai rulli compressori, i Buffalo Springfield ed i  Mannheim Steamroller.
Nella serie anime giapponese Le bizzarre avventure di JoJo, Dio Brando tentò di schiacciare Jotaro facendogli cadere addosso un rullo compressore a vapore.
Due diversi rulli compressore a vapore appaiono come personaggi di spicco nella serie televisiva Thomas & Friends; George e Buster, entrambi basati sul design della classe R Aveling-Barford.
Il rullo compressore, in ambito anglofono, è diventato il simbolo di una forza innarrestabile protesa in avanti (dando origine all'espressione steamrolling). L'esercito imperiale russo fu soprannominato steamroller durante la prima guerra mondiale, poiché era di dimensioni enormi e poiché nei primi mesi conquistò importanti porzioni di territorio. Il rullo compressore a vapore è così diventato una delle personificazioni della Russia, insieme all'orso, all'aquila bicipite ed a Mati Zemlya.